# Cemitério Vyšehrad

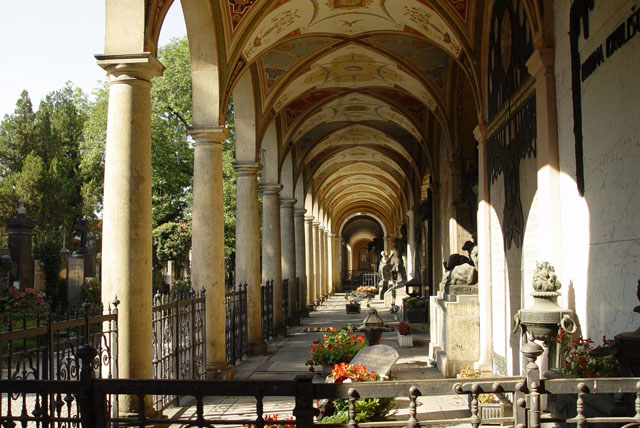
Cemitério Vyšehrad

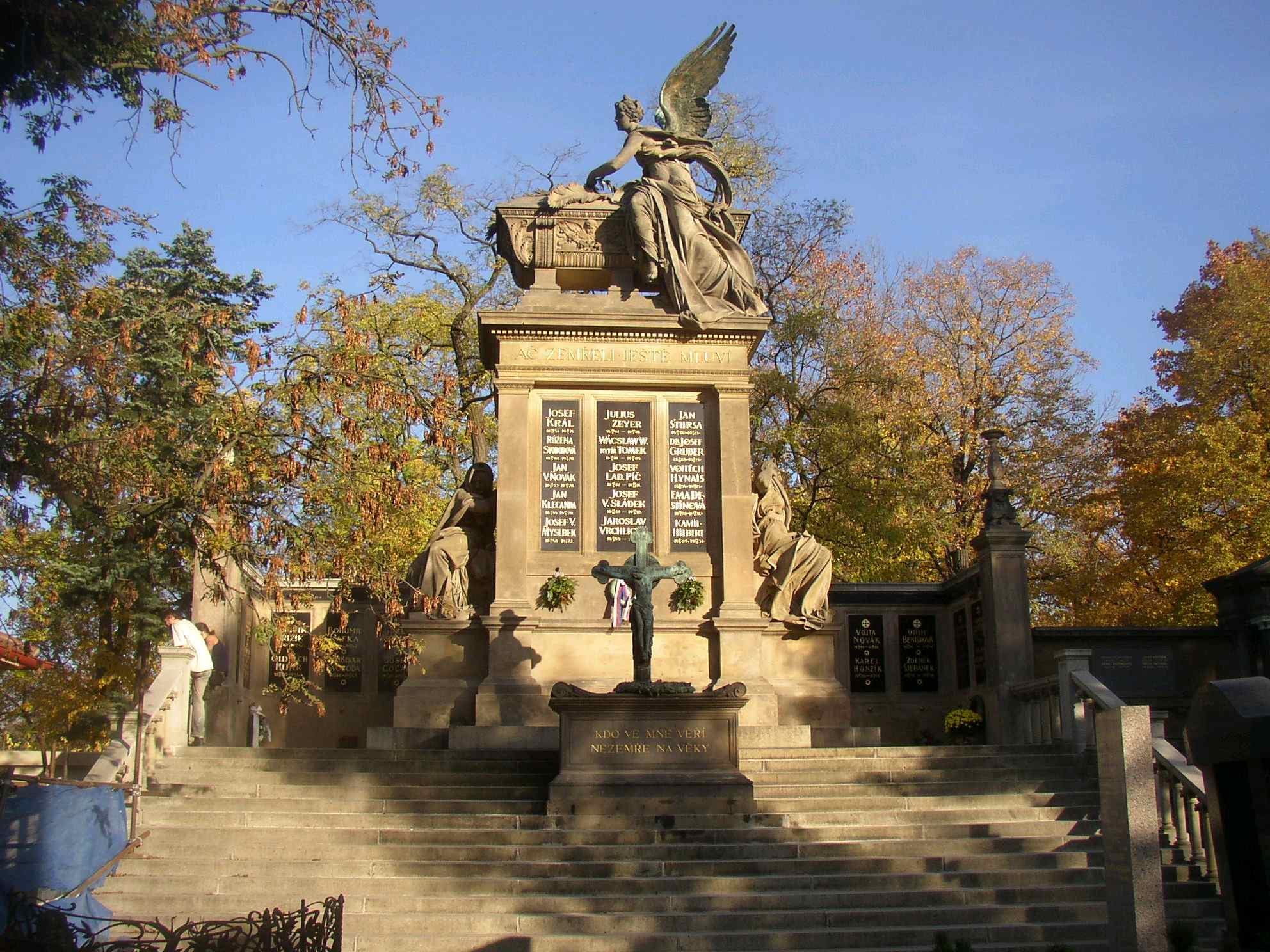
Slavín

O Cemitério Vyšehrad (em tcheco/checo:  Vyšehradský hřbitov) é um cemitério de Praga, capital da República Tcheca. Foi instalado em 1869 em Vyšehrad. Contém dentre outros as sepulturas dos compositores Antonín Dvořák e Bedřich Smetana, do pintor da art nouveau Alfons Maria Mucha e do laureado com o Nobel de Química Jaroslav Heyrovský.

## Personalidades
- Mikoláš Aleš (1852–1913), pintor
- Karel Ančerl (1908–1973), maestro
- Josef Bican (1913–2001), futebolista
- Vlasta Burian (1891–1962), ator
- Karel Čapek (1890–1938), escritor
- Zdeněk Chalabala (1899–1962), maestro
- Antonín Chittussi (1847–1891), pintor
- Ema Destinová (Ema Destinnová, 1878–1930), cantora de ópera
- Antonín Dvořák (1841–1904), compositor
- Zdeněk Fibich (1850–1900), compositor
- Eduard Haken (1910–1996), cantor de ópera
- Jaroslav Heyrovský (1890–1967), Nobel de Química 1959
- František Hrubín (1910–1971), escritor
- Bohumil Kafka (1878–1942), escultor
- Jan Krejčí (1825–1887), geólogo
- Rafael Kubelík (1914–1996), maestro e compositor
- Vilém Kurz (1872–1945), pianista
- Karel Hynek Mácha (1810–1836), poeta
- Hana Mašková (1949–1972), patinadora do gelo
- Waldemar Matuška (1932–2009), cantor e ator
- Alfons Mucha (1860–1939), pintor
- Josef Václav Myslbek (1848–1922), escultor
- Zdeněk Nejedlý (1878–1962), historiador e político
- Božena Němcová (1820–1862), escritora
- Jan Neruda (1834–1891), jornalista e escritor
- Willi Nowak (1886–1977), pintor, litografista e professor de terceiro grau
- Otakar Ostrčil (1879–1935), compositor
- Jan Evangelista Purkyně (1787–1869), médico
- Karel Purkyně (1834–1868), pintor
- Olga Scheinpflugová (1902–1968), atriz
- Václav Smetáček (1906–1986), maestro e compositor
- Bedřich Smetana (1824–1884), compositor
- Ladislav Šaloun (1870–1946), escultor
- Pavel Štěpán (1925–1998), pianista
- Ilona Štěpánová-Kurzová (1899–1975), pianista
- Josef Suk (1929–2011), violinista
- Max Švabinský (1873–1962), pintor
- Valter Taub (1907–1982), ator